# Transaction reference number
Il transaction reference number (TRN) è un codice alfanumerico di trenta caratteri con il quale un istituto bancario identifica in maniera univoca ogni transazione bancaria. Esso può contenere il CRO (codice riferimento operazione), dal sesto al sedicesimo carattere, ma non è sempre così visto che il CRO è composto da soli numeri.
Il TRN ha sostituito il CRO con l’introduzione delle operazioni bancarie SEPA, inglobandolo. Infatti il CRO è composto da una serie di undici cifre numeriche, mentre il TRN deve essere composto da 30 caratteri alfanumerici, ma i caratteri dal sesto al sedicesimo corrispondono proprio al vecchio CRO (e quindi possono esser estrapolati e verificati a mano o attraverso tool automatici on-line1), mentre gli ultimi due caratteri sono necessariamente alfabetici.